# Ledeni oblak
Ledeni oblak je koloid ledenih čestica raspršenih u zraku. Izraz se koristi za označavanje oblaka koji se sastoje vodenog leda i leda ugljičnog dioksida na Marsu. Takvi oblaci mogu biti dovoljno veliki i gusti da bacaju sjene na Marsovu površinu.
Marsova atmosfera većinu godine ima ledene oblake od vodenog leda. Oblaci u ekvatorijalnom području između 10 do 30 kilometara iznad površine Marsa apsorbiraju infracrvenu svjetlost emitiranu s površine tijekom dana. To su relativno prozirni oblaci, poput tankih cirusa na Zemlji. Ipak, apsorpcija ovih oblaka je dovoljna za zagrijavanje srednjih slojeva atmosfere svaki dan.
Ledeni oblaci na Marsu važna su sastavnica hidrološkog ciklusa, kao i cjelokupnog planetnog klimatskog sustava.
Neki oblaci na Zemlji mogu sadržavati čestice leda, poput cirusa.